# The Bad Seed (album)
The Bad Seed – EP zespołu The Birthday Party, nagrywany pod koniec października 1982 roku a wydany w lutym 1983 przez wydawnictwo 4AD. Było to zresztą ostatni raz, gdyż następnie zespół związał się z wytwórnią Mute. Nick Cave pozostał wierny tej wytwórni do czasów teraźniejszych.
W 1989 roku, poniższy materiał został wydany ponownie, tym razem na kompilacji Mutiny/The Bad Seed.

## Lista utworów
1. "Sonny's Burning" (Cave, Harvey, Howard, Pew)
2. "Wildworld" (Cave, Harvey)
3. "Fears of Gun" (Cave, Harvey)
4. "Deep in the Woods" (Cave, Harvey)